# Константин Величков (булевард в София)
„Константин Величков“ е булевард в София. Носи името на българския политик и писател Константин Величков.
Простира се между бул. „Сливница“ на север, северно от който се нарича ул. „Габрово“, и района на Владайската река, южно от който се нарича бул. „Академик Иван Евстратиев Гешов“. По-главните пътища, с които се пресича, са ул. „Цар Симеон“, ул. „Пиротска“, „бул. Тодор Александров“, бул. „Ал. Стамболийски“ и ул. „Позитано“.

## Обекти
На бул. „Константин Величков“ или в неговия район се намират следните обекти (от север на юг):
- 53 ЦДГ „Св. Троица“
- Храм „Св. Троица“
- Общинска градина „Св. Троица“
- Факултет ПАБ при Академията на МВР
- ГДПБС
- Паспортна служба
- Читалище „Аура“
- Национален дворец на децата
- Храм „Св. св. Петър и Павел“
- Парк „Св. св. Петър и Павел“
- СБДПЛР на деца с церебрална парализа „Света София“
- Владайска река